# Good Bye Baby (bài hát)
'Good Bye Baby' là bài hát của nhóm nhạc nữ Hàn Quốc, Miss A nằm trong album đầu tay của nhóm mang tên A Class. Ngay sau khi phát hành, ca khúc này đã đứng đầu các bảng xếp hạng ở Hàn Quốc.

## Phát hành
Sau khi trì hoãn sự trở lại của họ, dự kiến sẽ trở lại vào Tháng 5 ngay sau khi phát hành đĩa đơn kỹ thuật số "Love Alone". Miss A công bố sẽ trở lại với album đầy đủ đầu tiên của họ mang tên A Class, được phát hành vào ngày 18 Tháng Bảy 2011. Một tuần trước khi trở lại, teaser của bài hát đã được phát hành vào ngày 10 Tháng Bảy, 2011. Teaser của video được bắt đầu phát hành vào ngày 11 tháng 7, với các teaser của từng thành viên: Bắt đầu với Min trong ngày 11 tháng 7,, sau đó là Fei vào ngày 12 tháng 7, Jia vào ngày 13 tháng 7  và kết thúc với Suzy ngày 14 tháng 7. Video ca nhạc đầy đủ của Good Bye Baby được phát hành vào ngày 18 tháng 7 trên trang Youtube chính thức của nhóm, cùng với việc phát hành album.

## Quảng bá
Nhóm bắt đầu chương trình quảng bá cho album vào ngày 21 tháng 7 năm 2011, với "Good Bye Baby" trên M.net M! Countdown. Nhóm đoạt #1 đầu tiên với "Good Bye Baby" vào ngày 28 tháng 7 trên M! Countdown. Sau đó, bài hát đã đoạt #1 trên Music Bank và Inkigayo.